# Myrcianthes gigantea
Myrcianthes gigantea är en myrtenväxtart som först beskrevs av Carlos Maria Diego Enrique Legrand, och fick sitt nu gällande namn av Carlos Maria Diego Enrique Legrand. Myrcianthes gigantea ingår i släktet Myrcianthes och familjen myrtenväxter. Inga underarter finns listade i Catalogue of Life.